# Pheidole nimba
Pheidole nimba är en myrart som beskrevs av Bernard 1953. Pheidole nimba ingår i släktet Pheidole och familjen myror. Inga underarter finns listade i Catalogue of Life.